# Franz Reiß
Franz Reiß (* 10. Februar 1914 in Reichenberg; † 23. Februar 1991 in Schmalkalden) war ein deutscher Maler und Grafiker.

## Leben und Werk
Nach Abschluss der Grundschule in Reichenberg hatte Reiß 1928 in Reichenberg ein Freistudium bei Tina Bauer-Pezellen. Von 1928 bis 1930 besuchte er die Museumsschulen in Reichenberg und Gablonz. Danach war er von 1932 bis 1933 Gebrauchsgraphiker bei der Firma Josef Jäger in Gablonz, ehe er 1933 ein Studium an der Kunstakademie in Prag begann. Von 1939 bis 1945 war er Soldat. Aus der Kriegsgefangenschaft kam er nach Schmalkalden, wo er von 1946 bis zu seinem Ableben als freischaffender Maler und Grafiker arbeitete. Reiß war ein kompromissloser Vertreter des Sozialistischen Realismus sowjetischer Prägung mit einer Vorliebe für revolutionäre und proletarische Motive.
1949 erhielt er bei dem von der Zeitschrift Bildende Kunst ausgeschriebenen Wettbewerb „Unsere neue Wirklichkeit“ für sein Aquarell Die neue Brücke einen 3. Preis. Oskar Nerlinger schrieb dazu: „Hier wird in einer überzeugenden Gegenüberstellung der Aufbau nach den Zerstörungen des Hitler-Krieges sehr sinnfällig gestaltet, wenn auch die Darstellung vom Wirklichkeitsausschnitt noch nicht ganz gelöst und kompositorisch noch nicht so selbständig und eigengesetzlich ist, wie das wünschenswert wäre.“
Anfang der 1950er Jahre hielt Reiß sich zu Studien auf der Großbaustelle der Stalinallee in Berlin und im Ruhrgebiet auf. 1956 beauftragte das Berliner Museum für Deutsche Geschichte ihn und Werner Knackmuß, für das Museum eine Darstellung des Crimmitschauer Streiks der Textilarbeiter zu schaffen. Ab 1960 leitete Reiß einen Mal- und Zeichenzirkel im Kreiskulturhaus Schmalkalden und hielt engen Kontakt zu einer Brigade in der Werkzeugunion Steinbach-Hallenberg.
Reiß war in der DDR auf vielen wichtigen zentralen und regionalen Ausstellungen vertreten, u. a. von 1953 bis 1972/1973 auf allen Deutschen Kunstausstellungen bzw. Kunstausstellungen der DDR in Dresden. Er war bis 1990 Mitglied des Verbands Bildender Künstler der DDR.
2014 gestaltete der Briefmarken-Sammlerverein „Smalcalda e.V.“ anlässlich des 100. Geburtstages des Künstlers eine Schmuckkarte, u. a. mit dem Text „Er hat Schmalkalden geliebt“.

## Ehrungen (Auswahl)
- 1953: 1. Preis für Aquarell der Internationalen Kunstausstellung der IV. Weltfestspiele der Jugend und Studenten in Bukarest (für Die erste sozialistische Straße)[3]

- 1964 Arthur-Becker-Medaille
- 1984 Vaterländischer Verdienstorden in Gold
- 1984 Hans-Grundig-Medaille

## Weitere Werke (Auswahl)
- Stumpfelgasse in Schmalkalden (1952, Tempera, 80 × 55,5 cm; Thüringer Museum Eisenach, Inv. 17854)
- Kapp-Putsch (Öl, 100 × 75 cm; auf der Vierten Deutschen Kunstausstellung)[4]
- Schichtwechsel im Kalischacht (1958, Öl, 100 × 120 cm; auf der Vierten Deutschen Kunstausstellung)[5]
- Aufstand der Matrosen in Kiel 1918 (Öl)[6]
- Arbeiter in einer Gesenkschmiede (1959, Aquarell; Schlossmuseum Arnstadt)[7]
- Unteroffizier Rößner (1964, Öl)[8]

## Einzelausstellungen (mutmaßlich unvollständig)
- 1957: Meinigen, Meininger Museum (mit Waldo Dörsch)
- 1964: Schmalkalden, Heimatmuseum Schloss Wilhelmsburg (zum 50. Geburtstag)
- 1974: Schmalkalden, Heimatmuseum Schloss Wilhelmsburg (zum 60. Geburtstag)
- 1980:Schmalkalden, Kleine Galerie des Kulturbunds (Malerei und Grafik)